# Verschneid
Verschneid (italienisch Frassineto) ist eine Fraktion der Gemeinde Mölten in Südtirol (Italien). Der Ortsteil liegt auf 1100 m s.l.m. und hat 373 Einwohner. Knapp drei Kilometer südlich des Kernorts Mölten liegt Verschneid auf einer Terrasse über dem Etschtal am Tschögglberg.

## Geschichte
Die Örtlichkeit ist ersturkundlich 1285 als Vraschneit genannt. Der Name ist die Eindeutschung eines vulgärlateinischen Flurnamens *frassinetu o. ä. (lateinisch Fraxinetum, ‚Eschenwald‘).

## Bildung
In Verschneid gab es eine Grundschule für die deutsche Sprachgruppe; diese wurde 2025 aufgrund zu geringer Einschreibungszahlen aufgelassen.

## Sehenswürdigkeiten
Die Kirche St. Blasius liegt im Dorfzentrum von Verschneid, mit barockem Fresko aus dem Jahr 1621, der Turm ist romanischen Ursprungs.